# Cross Border 2011
El Cross Border 2011 fue una edición de este torneo de similares características al Cross Border 2010, es decir, se conformó con 8 equipos divididos en dos grupos denominados Cross Border del Pacífico (CB del Pacífico) y Cross Border del Plata (CB del Plata).
Participaron 2 selecciones nacionales afiliadas a la CONSUR como cabezas de serie; Federación de Rugby de Chile y Unión de Rugby del Uruguay y 6 selecciones provinciales de Argentina afiliadas a la Unión Argentina de Rugby (UAR); Unión Cordobesa de Rugby, Unión de Rugby de Cuyo, Unión de Rugby de Rosario, Unión de Rugby de Salta, Unión Santafesina de Rugby, Unión de Rugby de Tucumán. Cada equipo juega un solo partido con cada integrante de la serie. Los ganadores de cada serie se enfrentaron en un partido final disputado en lugar sorteado por la CONSUR. El ganador de este partido fue el seleccionado de Córdoba que se hizo acreedor de la Copa Fiat Punto.

## Equipos participantes
| - Federación de Rugby de Chile (Los Cóndores) - Unión Cordobesa de Rugby (Los Dogos) - Unión de Rugby de Cuyo (Los Guanacos) - Unión de Rugby de Salta (Los Mayuatos) | - Unión de Rugby del Uruguay (Los Teros) - Unión de Rugby de Rosario (Los Ñandúes) - Unión Santafesina de Rugby - Unión de Rugby de Tucumán (Los Naranjas) |

## CB del Pacífico

### Posiciones[3]
| Pos. | Equipo  | Encuentros | Encuentros | Encuentros | Encuentros | Tantos  | Tantos    | Tantos     | Puntos |
| Pos. | Equipo  | jugados    | ganados    | empatados  | perdidos   | a favor | en contra | diferencia | Puntos |
| ---- | ------- | ---------- | ---------- | ---------- | ---------- | ------- | --------- | ---------- | ------ |
| 1    | Córdoba | 3          | 3          | 0          | 0          | 170     | 45        | + 125      | 9      |
| 2    | Salta   | 3          | 1          | 0          | 2          | 104     | 84        | + 20       | 3      |
| 3    | Chile   | 3          | 1          | 0          | 2          | 57      | 118       | - 61       | 3      |
| 4    | Cuyo    | 3          | 1          | 0          | 2          | 31      | 115       | - 84       | 3      |

Nota: Se otorgan 3 puntos al equipo que gane un partido, 1 al que empate y 0 al que pierda
|  | Clasificado a la final |

### Resultados

#### Primera Fecha
| 26 de febrero | Córdoba | 38 - 32 | Salta | Jockey Club Córdoba, Córdoba, Argentina |                                         |
|               |         | Reporte |       | Árbitro(s): André Ramos Argentina (UCR) | Árbitro(s): André Ramos Argentina (UCR) |

| 26 de febrero | Cuyo | 17 - 12 | Chile | Teqüe Rugby Club, Mendoza, Argentina     |                                          |
|               |      | Reporte |       | Árbitro(s): Omar Alcocer Argentina (URT) | Árbitro(s): Omar Alcocer Argentina (URT) |

#### Segunda Fecha
| 5 de marzo | Salta | 45 - 9  | Cuyo | Jockey Club Salta, Salta, Argentina      |                                          |
|            |       | Reporte |      | Árbitro(s): Carlos Pinto Argentina (URT) | Árbitro(s): Carlos Pinto Argentina (URT) |

| 5 de marzo | Córdoba | 74 - 8  | Chile | Jockey Club Córdoba, Córdoba, Argentina      |                                              |
|            |         | Reporte |       | Árbitro(s): Gustavo Ianchina Argentina (UCR) | Árbitro(s): Gustavo Ianchina Argentina (UCR) |

#### Tercera Fecha
| 12 de marzo | Cuyo | 5 - 58  | Córdoba | Marista Rugby Club, Mendoza, Argentina |                              |
|             |      | Reporte |         | Árbitro(s): Jaime Vial Chile           | Árbitro(s): Jaime Vial Chile |

| 12 de marzo | Chile | 37 - 27 | Salta | CARR de La Reina, Santiago, Chile  |                                    |
|             |       | Reporte |       | Árbitro(s): Joaquín Montes Uruguay | Árbitro(s): Joaquín Montes Uruguay |

## CB del Plata

### Posiciones[4]
| Pos. | Equipo   | Encuentros | Encuentros | Encuentros | Encuentros | Tantos  | Tantos    | Tantos     | Puntos |
| Pos. | Equipo   | jugados    | ganados    | empatados  | perdidos   | a favor | en contra | diferencia | Puntos |
| ---- | -------- | ---------- | ---------- | ---------- | ---------- | ------- | --------- | ---------- | ------ |
| 1    | Tucumán  | 3          | 3          | 0          | 0          | 128     | 39        | + 89       | 9      |
| 2    | Rosario  | 3          | 2          | 0          | 1          | 78      | 70        | + 8        | 6      |
| 3    | Santa Fe | 3          | 1          | 0          | 2          | 32      | 88        | - 56       | 3      |
| 4    | Uruguay  | 3          | 0          | 0          | 3          | 30      | 71        | - 41       | 0      |

Nota: Se otorgan 3 puntos al equipo que gane un partido, 1 al que empate y 0 al que pierda
|  | Clasificado a la final |

### Resultados

#### Primera Fecha
| 26 de febrero | Rosario | 32 - 8  | Uruguay | cancha del Jockey Club, Rosario, Argentina   |                                              |
|               |         | Reporte |         | Árbitro(s): Martín Rodríguez Argentina (USR) | Árbitro(s): Martín Rodríguez Argentina (USR) |

| 26 de febrero | Tucumán | 56 - 3  | Santa Fe | La Caldera del Parque de Tucumán Lawn Tennis Club, Tucumán, Argentina |                                            |
|               |         | Reporte |          | Árbitro(s): Javier Mancuso Argentina (UCR)                            | Árbitro(s): Javier Mancuso Argentina (UCR) |

#### Segunda Fecha
| 5 de marzo | Rosario | 25 - 14 | Santa Fe | cancha del Jockey Club, Rosario, Argentina |                                    |
|            |         | Reporte |          | Árbitro(s): Joaquín Montes Uruguay         | Árbitro(s): Joaquín Montes Uruguay |

| 5 de marzo | Uruguay | 15 - 24 | Tucumán | cancha de Old Christians, Montevideo, Uruguay |                                               |
|            |         | Reporte |         | Árbitro(s): Diego Dlugovitzky Argentina (UER) | Árbitro(s): Diego Dlugovitzky Argentina (UER) |

#### Tercera Fecha
| 12 de marzo | Santa Fe | 15 - 7  | Uruguay | cancha del Santa Fe Rugby Club, Santa Fe, Argentina |                                          |
|             |          | Reporte |         | Árbitro(s): Mauro Rivera Argentina (URR)            | Árbitro(s): Mauro Rivera Argentina (URR) |

| 12 de marzo | Tucumán | 48 - 21 | Rosario | La Caldera del Parque de Tucumán Lawn Tennis Club, Tucumán, Argentina |                                              |
|             |         | Reporte |         | Árbitro(s): Hernán Filomena Argentina (URBA)                          | Árbitro(s): Hernán Filomena Argentina (URBA) |

## Final
| 19 de marzo | Tucumán | 16 - 24 | Córdoba | La Caldera del Parque de Tucumán Lawn Tennis Club, Tucumán, Argentina |                                    |
|             |         | Reporte |         | Árbitro(s): Joaquín Montes Uruguay                                    | Árbitro(s): Joaquín Montes Uruguay |

| Bandera de la Provincia de Córdoba |
| Campeón Córdoba                    |
|                                    |